# Arrondissement Moissac
Moissac is een voormalig arrondissement in het departement Tarn-et-Garonne in de Franse regio Occitanie. Het arrondissement werd op 17 februari 1800 gevormd en op 10 september 1926 opgeheven. De zeven kantons werden bij de opheffing toegevoegd aan het arrondissement Castelsarrasin.

## Kantons
Het arrondissement was samengesteld uit de volgende kantons:
- kanton Auvillar
- kanton Bourg-de-Visa
- kanton Lauzerte
- kanton Moissac-1
- kanton Moissac-2
- kanton Montaigu-de-Quercy
- kanton Valence